# 청담중학교 (서울)
청담중학교(淸潭中學校)는 대한민국 서울특별시 강남구 청담동에 있는 공립 중학교이다.

## 학교 연혁
- 1984년 3월 1일 : 초대 신용현 교장 취임
- 1984년 3월 5일 : 제1회 입학식(15학급)
- 1984년 4월 27일 : 개교식 거행
- 1987년 2월 13일 : 제1회 졸업식
- 2012년 3월 2일 : 창의인성모델 연구학교 운영(1차년도)
- 2013년 10월 11일 : 청담항(강당 및 체육관, 급식실) 개관
- 2015년 3월 1일 : 학교체육 연구학교 운영
- 2018년 9월 1일 : 제12대 고종애 교장 취임
- 2022년 2월 10일 : 제36회 졸업(5학급 121명)
- 2022년 3월 2일 : 제39회 입학(5학급 101명)

## 참고 자료
- 청담중학교 - 한국교육학술정보원 학교알리미